# 上海聖ニコライ堂

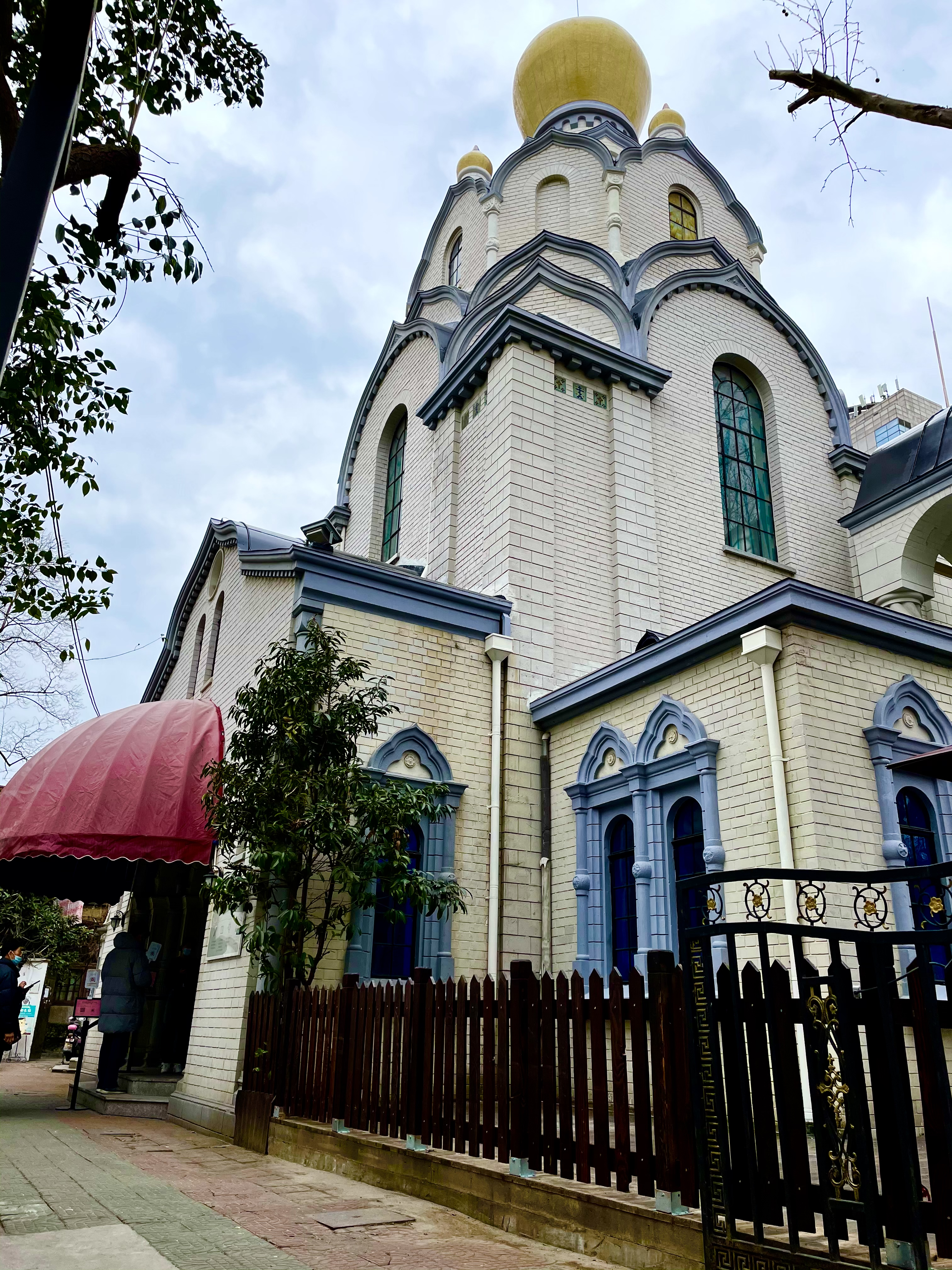

上海聖ニコライ堂（シャンハイせいニコライどう）は上海市にある正教会である。この教会は1924年12月に創建され、翌年3月21日に成聖式が行われた。現在の教会建築は1934年に完成した。
1949年以降、上海にいるロシア系住民の多くが上海を離れた。そのため、聖ニコライ堂は1955年に閉鎖され、工場、およびホテルとして転用されることがあった。2019年以降、聖ニコライ堂の建築は書店として使われている。